# 家路 (岩崎宏美の曲)
「家路」（いえじ）は、1983年8月21日にリリースされた岩崎宏美の32枚目のシングル。発売元はビクター音楽産業。

## 背景
表題曲は、1982年5月に発売され、大ヒットとなった「聖母たちのララバイ」に続く山川啓介（作詞）、木森敏之（作曲）コンビによる作品で、日本テレビ系『火曜サスペンス劇場』の主題歌となった。作品に統一感を持たせるため、後奏には前作「聖母たちのララバイ」と同じ、コード進行（♭ⅥM7→Ⅴ-7→Ⅳ-7→♭ⅢM7）が用いられている。
1983年末の『第25回日本レコード大賞』金賞受賞曲。さらに『第34回NHK紅白歌合戦』では、岩崎自身初出場時の1975年末『第26回NHK紅白歌合戦』以来、8年振り2回目の紅組トップバッターを務めた。
2025年5月時点では岩崎自身、オリコン及びTBSテレビ『ザ・ベストテンにおいて、最後のトップ10入りを果たしたシングル曲となっている。
ラジオ局などに配布されたサンプル盤のコーラスアレンジは、TV版に準拠し、1コーラス目、2コーラス目は混声コーラスがその最後の部分を後追いで繰り返すような形になっていたが、発売されたバージョンは後追いのようにはなっていない。なお、基となるTVバージョンは紙ジャケット復刻アルバムの『私・的・空・間』にボーナストラックとして収録されている。

## 収録曲
1. 家路（4分16秒）
作詞：山川啓介／作曲・編曲：木森敏之
2. それぞれの朝（4分26秒）
作詞・作曲：伊藤薫／編曲：平野孝幸